# УРСН
УРСН (Уче́бная ро́та специа́льного назначе́ния) — первое подразделение специального назначения во внутренних войсках МВД Советского Союза.
По штату УРСН являлась 9-й ротой 3-го мотострелкового батальона 2-го мотострелкового полка Отдельной мотострелковой дивизии особого назначения ВВ МВД СССР им. Ф. Э. Дзержинского.
Позже в каждом полку оперативного назначения дивизии появились свои УРСН. Все они, как правило, были сформированы на базе 9-х рот.
УРСН полков принимали участие в локальных конфликтах в различных регионах СССР совместно с «Альфой» и «Вымпелом». Впоследствии путём объединения этих подразделений в батальон был создан «Витязь».
Военнослужащие этих рот принимали непосредственное участие в разгоне демонстрантов во время переворота и формирования правительства в его нынешнем виде у Белого дома и возле ТЦ «Останкино».
Сдача на берет начала проводиться в УРСНах в 90-91 годах.
Изначально сдача представляла собой жесткий отбор. Из 20 с лишним человек сдавали в среднем 2-3. Если на спаррингах инструктор-«краповик» проигрывал бой кандидату, то с него снимали берет.
Те военнослужащие, которые сдавали на берет в то время, имеют право организовывать сдачу «на местах» самостоятельно.
В настоящее время сдача проводится без существенных изменений, за исключением того что к кандидатам предъявляются более жесткие требования.

## История
О создании подразделений специального назначения впервые встал вопрос при подготовке к Олимпиаде 1980 года, которая должна была проходить в Москве. У всех в памяти был жив провал полицейской операции по освобождению заложников на Олимпиаде в Мюнхене 1972 года, когда погибла вся сборная Израиля, взятая террористами в заложники.
В структуре МВД на тот момент не было штатного подразделения, способного решать задачи по освобождению заложников, задержанию или ликвидации вооружённых групп, имеющих высокую подготовку. Правда, в 1973 году для решения специальных задач формировался СОВО (сводный оперативный войсковой отряд). Он принимал участие в операции по освобождению заложников, которых удерживали террористы в захваченном самолёте в аэропорту Быково. Однако это формирование создавалось временно, срочно, под конкретную задачу. В отряд на время выполнения задачи собирались военнослужащие различных частей, а также сотрудники различных служб. Соответственно слаженность, взаимодействие и профессионализм в таком подразделении хромали.
Учитывая все вышеперечисленное, 29 декабря 1977 года была создана учебная рота специального назначения (УРСН). Первым командиром роты стал капитан В. А. Мальцев (в 2002 году — генерал-майор, заместитель начальника оперативного управления Главного командования внутренних войск МВД России), а одним из командиров взводов лейтенант Сергей Лысюк, будущий командир «Витязя», Герой России. Выбор на 9-ю роту пал не случайно. По уровню общефизической подготовки бойцов она, безусловно, превосходила остальные подразделения не только 2-го полка, но и всей дивизии. Рота, была спортивным подразделением, служившим базой, резервом для общества «Динамо», комплектовалась исключительно призывниками, имевшим на момент призыва спортивный разряд как минимум кандидата в мастера спорта по лёгкой атлетике, гимнастике, боксу, борьбе (самбо, дзюдо), пулевой стрельбе и другим спортивным дисциплинам.
В роте было три взвода, по двадцать человек в каждом: 1-й — строительный, 2-й — для подготовки к действиям в спортивном зале и для демонстрационного показа руководству МВД. Во взвод были отобраны боксёры, борцы, акробаты, гимнасты и т. д. 3-й взвод тоже был спортивным, но ориентирован был на обращение с оружием. Он готовился, как огневой. Вооружение было штатным. Но в 3-м взводе дополнительно имелось два автомата АКМ с ПБС.
Именно в этом подразделении, впервые в Советском Союзе как форменный головной убор был принят Краповый берет. К весне 1978 года по распоряжению заместителя командующего ВВ МВД генерал-лейтенанта Сидорова из Горького было привезено 50 беретов. 25 зелёных и 25 краповых. Форма была обычная. Только 2-й взвод был одет в форму для районов с жарким климатом. Она отличалась от обычной тем, что носятся брюки прямого покроя с застёжками на щиколотках и ботинки. Такая форма считалась высшим шиком. Позже право ношения указанного головного убора предоставлялось только бойцам, достигшим определённого уровня боевой и физической подготовки. С этой целью претендент должен был пройти Испытания.
УРСН — первое подразделение специального назначения во внутренних войсках Советского Союза. Именно в этой роте зародились традиции спецназа ВВ МВД. Именно эта рота послужила фундаментом для создания в будущем всех частей спецназ ВВ СССР и впоследствии ВВ России. Именно на базе УчбСпН, после реформирования роты в батальон, было сформировано первое подразделение «Витязь». Фактически УРСН является основоположником спецназа ВВ.
На первом этапе была создана программа, в которой предусматривались действия по различным нештатным ситуациям на Олимпийских играх, а именно при захвате заложников в наземном транспорте, в самолёте. Материалы программы основывались на опыте и наработках спецподразделений КГБ, Воздушно десантных войск, зарубежных антитеррористических подразделений.
Интенсивные занятия позволили подготовить роту к Олимпиаде для выполнения поставленных задач с высоким качеством. Рота в то время часто тренировалась вместе с создаваемой в то время группой «А» КГБ СССР (Альфа). Бойцы УРСН превосходили «Альфу» по физической подготовке, но «Альфовцы» были лучше по огневой. Тут следует напомнить, что в «Альфе» служили офицеры, а в УРСН — «срочники».
УРСН, или, как её ещё называли, 9 рота, являлась легендой не только Дивизии Дзержинского, но и внутренних войск в целом.

## Участие в боевых операциях
- Операция по освобождению заложников, удерживаемых вооружёнными преступниками в одной из школ города Сарапул Удмуртской АССР летом 1981 года.[2] Никто из заложников не пострадал.
- Пресечение массовых беспорядков на почве осетино-ингушского конфликта в Орджоникидзе 21 октября 1981 года, задержание зачинщиков.
- Охрана следователей Генпрокуратуры, занимавшихся «Узбекским делом» в 1984 году.
- 20 сентября 1986 года совместно с группой «А» КГБ СССР участие в операции по задержанию вооружённых преступников, убивших несколько милиционеров и освобождению захваченного ими самолёта в г. Уфе.
- Февраль 1988 года — пресечение армянских погромов в г.Сумгаит Азербайджанской ССР, задержание организаторов беспорядков, активных участников.
- 4 июля 1988 г. — операция по разблокированию взлётно-посадочной полосы и авиадиспетчерского пункта аэропорта Звартноц в г.Ереване, захваченного экстремистами с целью помешать прибытию самолётов военно-транспортной авиации с подразделениям ОМСДОН. Аэропорт разблокирован без кровопролития, что позволило благополучно приземлиться самолётам и вовремя развернуться прибывшим подразделениями.
- Сентябрь 1988 года — охрана здания МВД Армении, высших должностных лиц министерства.
- Май 1989 года — освобождение заложников, захваченных преступниками в следственном изоляторе г. Кизела Пермской области и в исправительно-трудовой колонии пос. Лесное Кировской области.

- Вторая половина 1988 года — спецмероприятия по пресечению деятельности бандформирований в Нагорно-Карабахской автономной области и г.Баку.
- В 1989 году в Ферганской долине вспыхнул конфликт между узбекскими экстремистами и турками-месхетинцами. В результате умелых действий солдат и офицеров роты были спасены жизни сотен людей разных национальностей, предотвращены многие преступления, изъято большое количество оружия, арестованы зачинщики беспорядков, ликвидированы бандформирования, готовившие теракты в отношении мирных граждан.
- В 1990 году в изоляторе временного содержания г. Сухуми группа заключённых, приговорённых к смертной казни, захватила в заложники сотрудников ИВС, после чего открыли камеры с арестованными, завладели хранившимся в изоляторе оружием, ранее изъятым у населения и потребовали транспорт. Операция по освобождению заложников проводилась совместно сотрудниками спецподразделения КГБ СССР «Альфа» и бойцами УРСН. В результате операции организаторы бунта были уничтожены, никто из заложников не пострадал[2]. Ранены один сотрудник «Альфы» и один боец УРСН.

Ферганские события подтолкнули руководство МВД к увеличению организационно-штатной структуры подразделения спецназа ВВ. В 1989 году УРСН реорганизована в батальон (УчбСпН), на базе которого 5 мая 1991 года началось формирование специального подразделения «Витязь». В дальнейшем во внутренних войсках были созданы иные подразделения спецназа, но день создания УРСН можно по праву считать днём рождения всего войскового спецназа МВД России.